# Duc (cocardier)
Pour les articles homonymes, voir Duc (homonymie).
Duc est un taureau cocardier de race camarguaise. Élevé au sein de la manade Lhoustau-Rouquette, il remporte le Biòu d'or en 1975. Né en 1967, il est euthanasié par ses propriétaires en 1986, à l'âge de dix-neuf ans.

## Famille
D'origine Laurent et de Montaut-Manse, il est le fils de la vache Duchesse et du taureau Mithra.

### Manade
Il appartient à la manade Lhoustau-Rouquette, qui a son siège à Calvisson.

## Carrière
Il commence sa carrière en juillet 1970 dans les arènes de Calvisson. En 1971, dans ces mêmes arènes, il malmène le raseteur Thierry Félix.
En 1974, il remporte le Trophée des maraîchers dans les arènes de Châteaurenard et la Devise d'or  dans les arènes Paul Laurent de Beaucaire.
Le 12 octobre 1975 dans les arènes d'Arles, il est élu Biòu d'or.
Il est également élu meilleur taureau de la finale du Trophée des As en 1976, où il rentre dans le toril à la fin de son quart d'heure avec toutes ses ficelles.

### Palmarès
- Biòu d'or 1975
- Meilleur taureau de la finale du Trophée des As 1976